# Om de dame
Om de dame is een hoorspel van Pieter Willem Franse. De AVRO zond het uit op donderdag 13 april 1961. De regisseur was Emile Kellenaers. De uitzending duurde 24 minuten.

## Rolbezetting
- Jan van Ees (de advocaat)
- Louis de Bree (de notaris)
- Eva Janssen (de dame)
- Els Buitendijk (het dienstmeisje)

## Inhoud
De advocaat speelt schaak met de notaris, maar beide heren mogen elkaar eigenlijk niet en spreken dat ook duidelijk uit. Ze zijn uitgenodigd door Lena Verstappen en die dame ligt bij hen in het hoogste laatje. De ene gaat af en toe met haar paardrijden, de andere gaat met haar zeilen. Nu zitten ze al van 8 tot 10 op haar te wachten. Vanavond verwachten ze antwoord op een belangrijke vraag: ze hebben haar beiden gisteren ten huwelijk gevraagd en ze vroeg een dag bedenktijd. Waarom heeft ze hen beiden op dezelfde avond geïnviteerd?